# 鹿児島市立宮川小学校
鹿児島市立宮川小学校（かごしましりつ みやかわしょうがっこう）は、鹿児島県鹿児島市皇徳寺台四丁目にある市立の小学校。

## 概要
鹿児島市の南部にある新興住宅地皇徳寺台の西部にある小学校であり、1875年に谿山郡五ヶ別府村に川口小学校として設置されたのが源流である。当時は永田川に沿っている高台に位置しており、1986年に五ケ別府町から現在地の皇徳寺台四丁目に移転するまで所在していた。移転後の1991年には校区の一部を皇徳寺小学校に分割され、宮川小学校の通学区域は皇徳寺台四丁目及び五丁目、中山町の一部、五ケ別府町の一部となった。
児童数は、1990年（平成2年）に児童数1,421名・38学級、1995年（平成7年）に1,254名・36学級、2006年（平成18年）現在で現在では474名、15学級となっており、1998年（平成10年）以降は減少傾向にある。

## 沿革
- 1875年（明治8年） - 川口小学校として開校[1]。
- 1891年（明治24年） - 川口簡易学校と合併し宮山簡易小学校と改称[1]。
- 1892年（明治25年） - 小学校令が改正されたのに伴い、宮山小学校と改称[1]。
- 1941年（昭和16年） - 宮川国民学校と改称[1]。
- 1947年（昭和22年） - 学制改革が行われたのに伴い、谷山町立宮川小学校に改称。
- 1957年（昭和32年） - 谷山町が市制施行したのに伴い、谷山市立宮川小学校に改称。
- 1961年（昭和36年） - 校歌制定。
- 1965年（昭和40年） - 鹿児島県農協連作品コンクールにおいて学校賞受賞。
- 1967年（昭和42年） - 第35回県共済連作品コンクールにおいて学校賞受賞。
- 1967年（昭和42年） - 谷山市が鹿児島市と合併したのに伴い、鹿児島市立宮川小学校に改称。
- 1986年（昭和61年） - 所在地を五ケ別府町から現在地である皇徳寺台四丁目に移転。
- 1991年（平成3年） - 校区の一部を鹿児島市立皇徳寺小学校に分離。

## 通学区域
以下の町丁が宮川小学校の通学区域となっている。
- 皇徳寺台四丁目及び皇徳寺台五丁目の全域
- 中山町の一部
- 五ケ別府町の一部

## 制服、体操着
- 1990年代までは、男子は白無地の短パン。女子は濃紺無地のブルマー。
- 白無地の襟付き半袖体操服は男女共通であり、必ず短パンまたはブルマーの中に入れなければならない。
- 白のハイソックスに上履き(または運動靴)
- 紅白帽子

(体育の授業をはじめ運動会や持久走大会等で着帽。白または赤にして前髪を入れてかぶり、ゴム紐は耳の後ろに通してあごにしっかりかける)
- 清掃の時間は、頭に手ぬぐいまたは三角巾をして掃除。